# Mașini 3
Mașini 3 (în engleză: Cars 3) este un film de animație din 2017, realizat de Disney-Pixar. Este continuarea filmului Mașini 2 din 2011 și al treilea film din seria Mașini.